# Детское избирательное право
Детское избирательное право или Принцип Демени — идея принципа заключается в предоставлении избирательного права детям, а осуществление этого права возлагается на родителей или опекунов.
Эту идею исследователь Уоррен С. Сандерсон в соавторстве с демографом Сергеем Щербовым в 2007 году предложили называть термином «Принцип Демени» (Demeny Voting principle).

## История
Принцип так назван в честь демографа Пола Демени, который сформулировал эту идею в 1986 году. Демени утверждает, что дети «не должны быть лишёнными избирательного права до совершеннолетия: пусть родители осуществляют это право до достижения их детей соответствующего возраста». Демени мотивирует это тем, что это «сделает политическую систему более оперативно реагирующей на запрос молодого поколения». Это является частью более широкого круга политических предложений, направленных на борьбу с низкой рождаемостью в некоторых странах. Пол Демени представил идею на радиостанции CBC CBC interview with Paul Demeny.. Профессор Майлс Корак (Miles Corak) из Университета Оттавы также написал отзыв на эту идею. Он полагает, что принцип будет поддержан с гуманитарной точки зрения, так как Конвенция ООН «О правах ребёнка» предусматривает, что дети обладают гражданскими и политическими правами. Он также считает, что матери, которые в основном занимаются домашним хозяйством и чей бюджет обременён расходами на ребёнка, должны иметь право на голос ребёнка, пока он не достигнет совершеннолетия.
Идея детского избирательного права, однако, даже старше, чем сам Демени. Она регулярно обсуждалась во Франции в 20-х годах XX-го века и законопроект выносился на голосование в Национальном собрании. Косвенное сходство с данным принципом имеет предложение Д. И. Менделеева сделанное в 1905 году, которое предполагало ввести ценз по детности для депутатов Государственной Думы.
Наиболее часто идея детского избирательного права стала высказываться в последней четверти ХХ, в начале XXI веков.
В России эта идея была представлена в 2000 году социологом Львом Семашко. В Германии в 2003 году провели голосование о том, чтобы ввести «принцип Демени», но это предложение не получило необходимой поддержки у законодательной ветви. Он был вновь обсуждён в 2008 году.
В Японии «принцип Демени» обсуждается, как ответ на стареющее население, вследствие чего растёт непропорциональность между количеством голосов старого и молодого поколений, так как увеличивается количество пенсионеров на фоне спада рождаемости. 2 марта 2011 года в «Центре исследований поколений» университета Хитоцубаси прошла конференция посвящённая «принципу Демени».
В Венгрии «принцип Демени» был кратковременно поддержан правящей коалицией консервативной партии Фидес, но в апреле 2011 года признано, что в течение некоторого времени принцип в практику не войдет.
«В итоге Венгрия стала первой и единственной страной мира, решившей взять „принцип Демени“ на вооружение и проделавшей для этого немалую работу. В соответствии с проектом конституции, подготовленным правящей партией, венгерские матери с несовершеннолетними детьми должны были получить по дополнительному голосу на каждого ребёнка. Всякую критику авторы отвергали, считая её проявлением ретроградства и средневекового консерватизма. „Сто лет назад голосующие женщины вызывали удивление, а пятьдесят лет назад считалось странным, что могут голосовать чёрные“, — говорил Йожеф Сайер.
Правда, чуть позже выяснилось, что идея предоставления дополнительных голосов матерям вступает в противоречие с собственной политикой партии, которая провозгласила приоритет венгерской нации».

## Приоритет в осуществлении детского избирательного права
Одной из спорных сторон вопроса является то, кому из родителей достаётся осуществление детского избирательного права.
Были предложения, что каждый из родителей должен иметь половину голоса от каждого ребёнка, находящегося на его иждивении до достижения детьми совершеннолетнего возраста, что позволяет разделить голос на доли, если политические взгляды родителей отличаются.
Также существуют предложения того, что приоритет должна иметь мать, и аргументировалось это тем, что при разводах более чем в 95 % случаев дети остаются с матерью. Кроме того высказывались предложения о том, что приоритет должен определяться в зависимости от пола ребёнка, то есть если ребёнок женского пола, то осуществлять избирательное право будет мать, если ребёнок мальчик, то отец. Представляется возможной предварительная договорённость или выбор одной из вышеперечисленных возможностей.

## Преимущества
Японская исследовательница Рэйко Аоки (яп. 青木玲子) и канадский исследователь Рема Вайтианатан (Rhema Vaithianathan) в совместной работе утверждают, что введение в практику «принципа Демени» вполне оправдано, поскольку это нивелирует геронтократию, которая устанавливается вследствие численного преобладания пожилого электората над всеми остальными. Они подсчитали, что применение «принципа Демени» на практике в Японии приведёт к увеличению сегмента «родители» на голосованиях до 37 % и снизит сегмент избирателя «55+» на 35 %.
Стефан Олссон утверждает, что «делегирование детского избирательного права не более странно, чем когда взрослые передают свою политическую власть избранным ими представителям, которые после выборов используют эту власть». Он считает, что делегирование полномочий ребёнка родителям вполне разумно. Олссон отмечает, что есть и другие области, где родителям и так делегирована власть над ребёнком, как то, что ребёнок ест, куда он ходит в школу и т. п., а также и дети, которые иногда даже заявляют в суд на родителей. Он так же подчёркивает, что «утверждение, что родители не могут выступать в качестве представителей своих детей, поскольку они могут злоупотреблять своим положением, становится абсурдным, так как эти полномочия почти ничтожны по сравнению со всеми другими полномочиями родителей, которые у них уже есть над своими детьми».
Было высказано предположение, что введение в практику этого принципа затруднит возможность пожилым избирателям формировать правительства, которые обещают распределять бюджет в пользу этих избирателей, что сказывается на возможностях остальных поколений. Это может гарантировать, что потребности детей, такие как образование, здравоохранение и уход за детьми, будут больше приниматься во внимание. Это также может повлиять на то, чтобы правительства становились более экологически сознательными, так как молодые люди более подвержены влиянию плохой экологической политики, чем пожилые избиратели. Наконец, отмена возрастного ценза и исполнение детского избирательного права родителями увеличит степень участия молодого поколения в политике, поощряя их растить детей и быть более активными гражданами.

## Недостатки
Некоторые видят в «принципе Демени» просто увеличение голосов у сегмента «родители», но не видят никаких обоснований, что эти голоса будут использованы реально в интересах самих детей. Также существует утверждение, что избирательное право наступает[где?] вместе с обязанностью гражданина в военной службе. Поскольку дети не имеют таких обязательств, то они также не должны иметь такого права.
Некоторые исследователи опасаются, что возможности влияния на политику пожилого электората будут настолько разбавляться, а интересы детей станут настолько приоритетными, что интересы пожилых не будут рассматриваться вообще и о них забудут.
Помимо этого имеются утверждения о том, что, как и вступление в брак или при составлении завещания, голосование является осуществлением отдельной обоснованной воли, поэтому неотчуждаемо. Есть утверждения, что родителям нельзя доверить голосовать от имени своих детей, потому что они, скорее всего, будут просто голосовать в своих собственных интересах, а их интересы не обязательно пересекаются. Поэтому они предлагают просто снижение ценза на избирательное право до возраста в 14, 13 лет или ниже, так как это было бы более справедливо, потому что многие дети способны выражать сложные мнения уже в этом возрасте.
Норвежец Джон Эльстер утверждал, что, если рассмотреть обоснование «принципа Демени» с точки зрения возможных последствий, то с его точки зрения это на демографическую картину вряд ли будет влиять. Он убеждён в том, что продвижение «принципа Демени» на том основании, что это приведёт к желаемым демографическим последствиям, не имеет смысла, поскольку он «будет блокировать именно те группы, которые хотят желаемых последствий (например, повышение пенсионного возраста)».